# Mamadou Fall (labdarúgó, 2002)
Mamadou Fall (Rufisque, 2002. november 21. –) szenegáli labdarúgó, a spanyol Villarreal B hátvédje kölcsönben az amerikai Los Angeles csapatától.

## Pályafutása
Fall a szenegáli Rufisque városában született. Az ifjúsági pályafutását az amerikai Montverde akadémiájánál kezdte.
2021-ben mutatkozott be a Los Angeles első osztályban szereplő felnőtt keretében. Először a 2021. június 26-ai, Sporting Kansas City ellen 2–1-re elvesztett mérkőzés 82. percében, Kim Moon-hwan cseréjeként lépett pályára. 2021. szeptember 4-én, szintén a Sporting Kansas City ellen hazai pályán 4–0-ra megnyert találkozón kétszer is betalált az ellenfél hálójába. 2021-ben a Las Vegas Lights, míg a 2022–23-as szezonban a spanyol Villarreal B csapatát erősítette kölcsönben.

## Statisztikák
2022. augusztus 17. szerint
| Klub        | Szezon   | Osztály  | Bajnokság | Bajnokság | Kupa  | Kupa | Nemzetközi | Nemzetközi | Összesen | Összesen |
| Klub        | Szezon   | Osztály  | Meccs     | Gól       | Meccs | Gól  | Meccs      | Gól        | Meccs    | Gól      |
| ----------- | -------- | -------- | --------- | --------- | ----- | ---- | ---------- | ---------- | -------- | -------- |
| Los Angeles | 2021     | MLS      | 19        | 4         | 0     | 0    | —          | —          | 19       | 4        |
| Los Angeles | 2022     | MLS      | 16        | 1         | 3     | 1    | 1          | 0          | 20       | 2        |
| Összesen    | Összesen | Összesen | 35        | 5         | 3     | 1    | 1          | 0          | 39       | 6        |

## Fordítás
Ez a szócikk részben vagy egészben  a   Mamadou Fall (footballer, born 2002) című angol Wikipédia-szócikk fordításán alapul.  Az eredeti cikk szerkesztőit annak laptörténete sorolja fel. Ez a jelzés csupán a megfogalmazás eredetét és a szerzői jogokat jelzi, nem szolgál a cikkben szereplő információk forrásmegjelöléseként.